# Rosolini

Ubicació de Rosolini dins de la província

Rosolini (sicilià Rusalini) és un municipi italià, situat a la regió de Sicília i a la província de Siracusa. L'any 2006 tenia 21.170 habitants. Limita amb els municipis de Ragusa, Ispica (RG), Modica (RG) i Noto.

## Administració
| Període | Identitat        | Partit      |
| ------- | ---------------- | ----------- |
| 2008-   | Savarino Antonio | Centredreta |